# Hofsós
Hofsós är ort i Skagafjörðurs kommun i Norðurland vestra i Island. Hofsós ligger 20 meter över havet och har 158 invånare.
Hofsós ligger vid mynningen av älven Hófsá mynnar i Skagafjörður. Omkring sju kilometer norrut ligger sjön Höfðavatn. Omkring fyra kilometer söderut ligger torvkyrkan Grafarkirkji i Gröf.
Orten var en viktig utförselhamn redan på 1400-talet med handelskontakter. Det var sedan en ganska stor handelsstation under 1600- och 1700-talen under det danska handelsmonopolet. 
I Hofsós finns emigrationsmuseet Vesturfarasetrið á Hofsósi. Det finns också ett museum för handel och fiske, som ligger i det tidigare lagerhuset, Pakkhúsið, som byggdes på 1770-talet. Där finns bland annat en utställning ägnad år ön Drangey.
Terrängen runt Hofsós är varierad. Den högsta punkten i närheten är 640 meter över havet, 4,3 km nordost om Hofsós. Närmaste större samhälle är Sauðárkrókur, 19,8 km sydväst om Hofsós. Trakten runt Hofsós består i huvudsak av gräsmarker.

## Fotogalleri

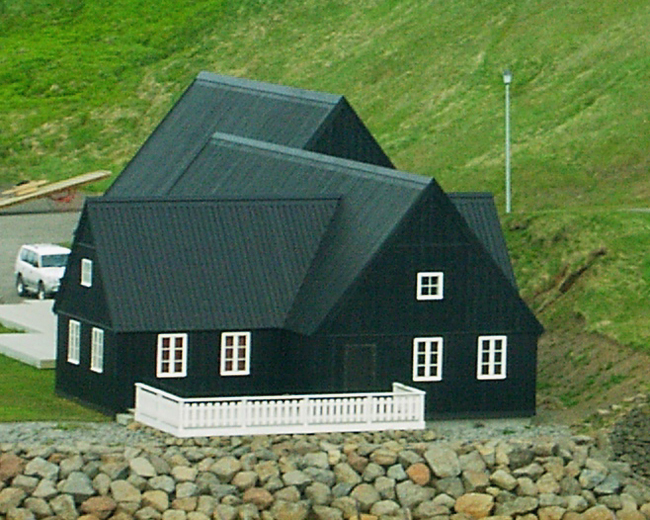
Pakkhúsið från 1770-talet
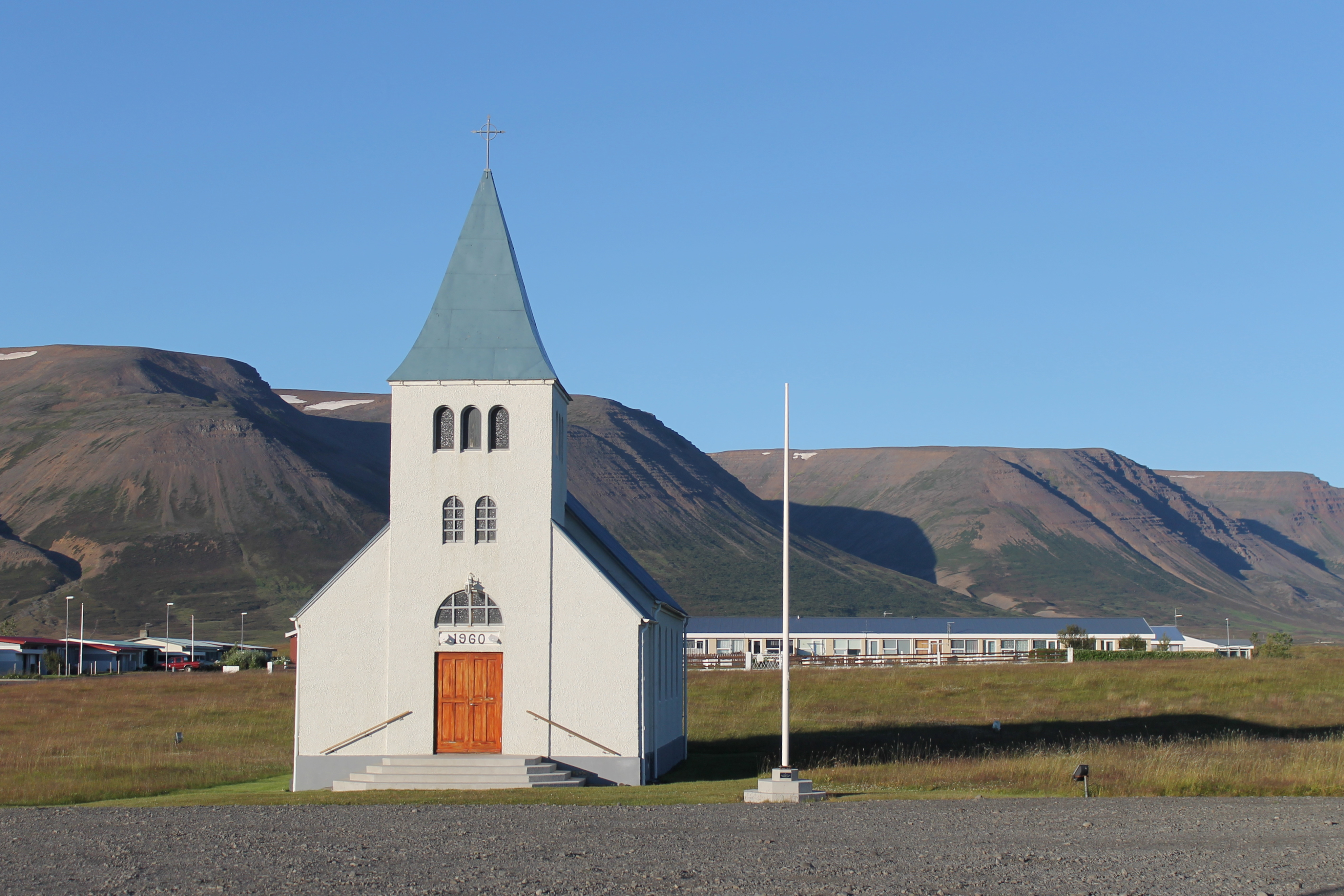
Hofsóskirkja
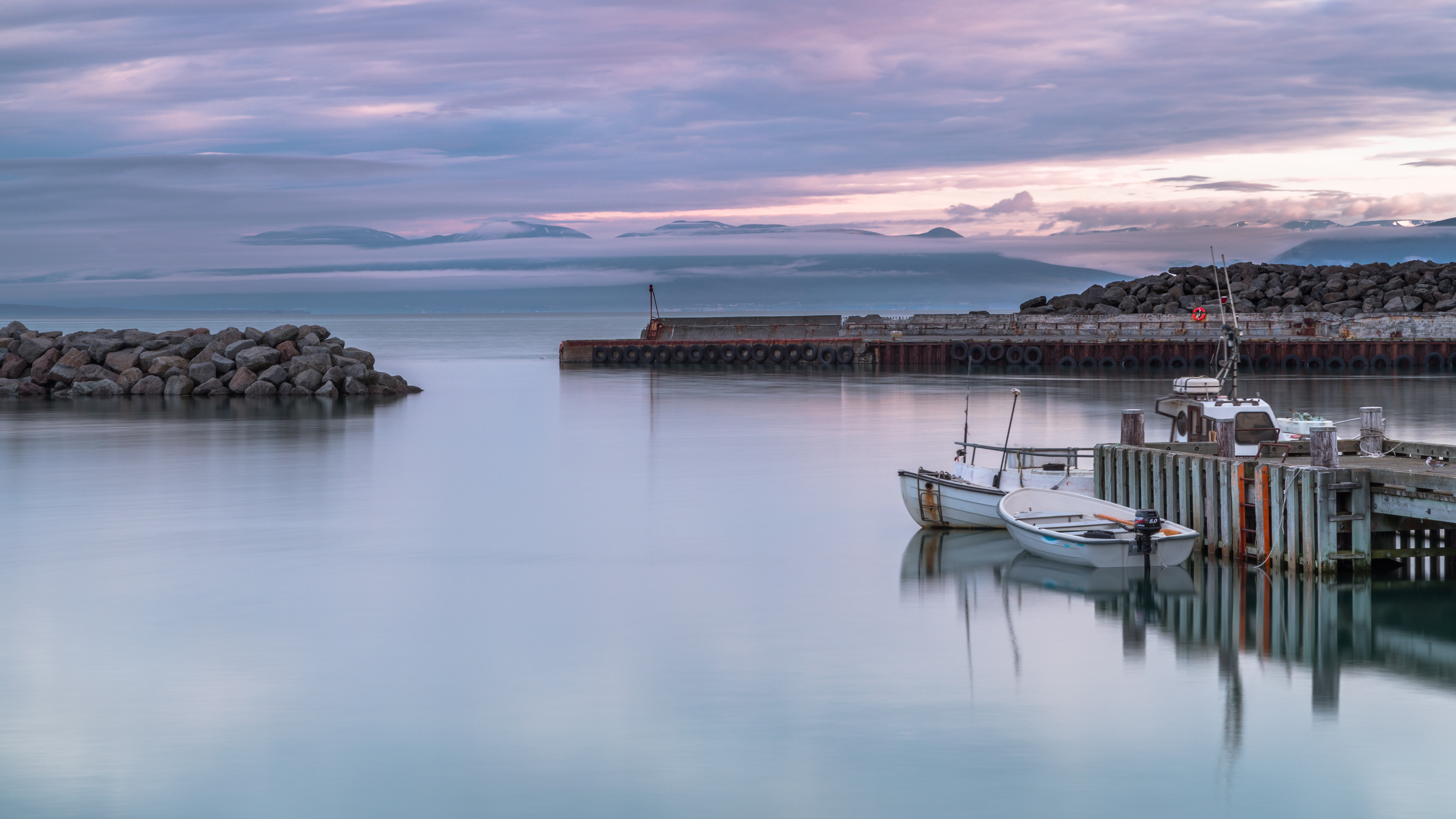
Hamnen
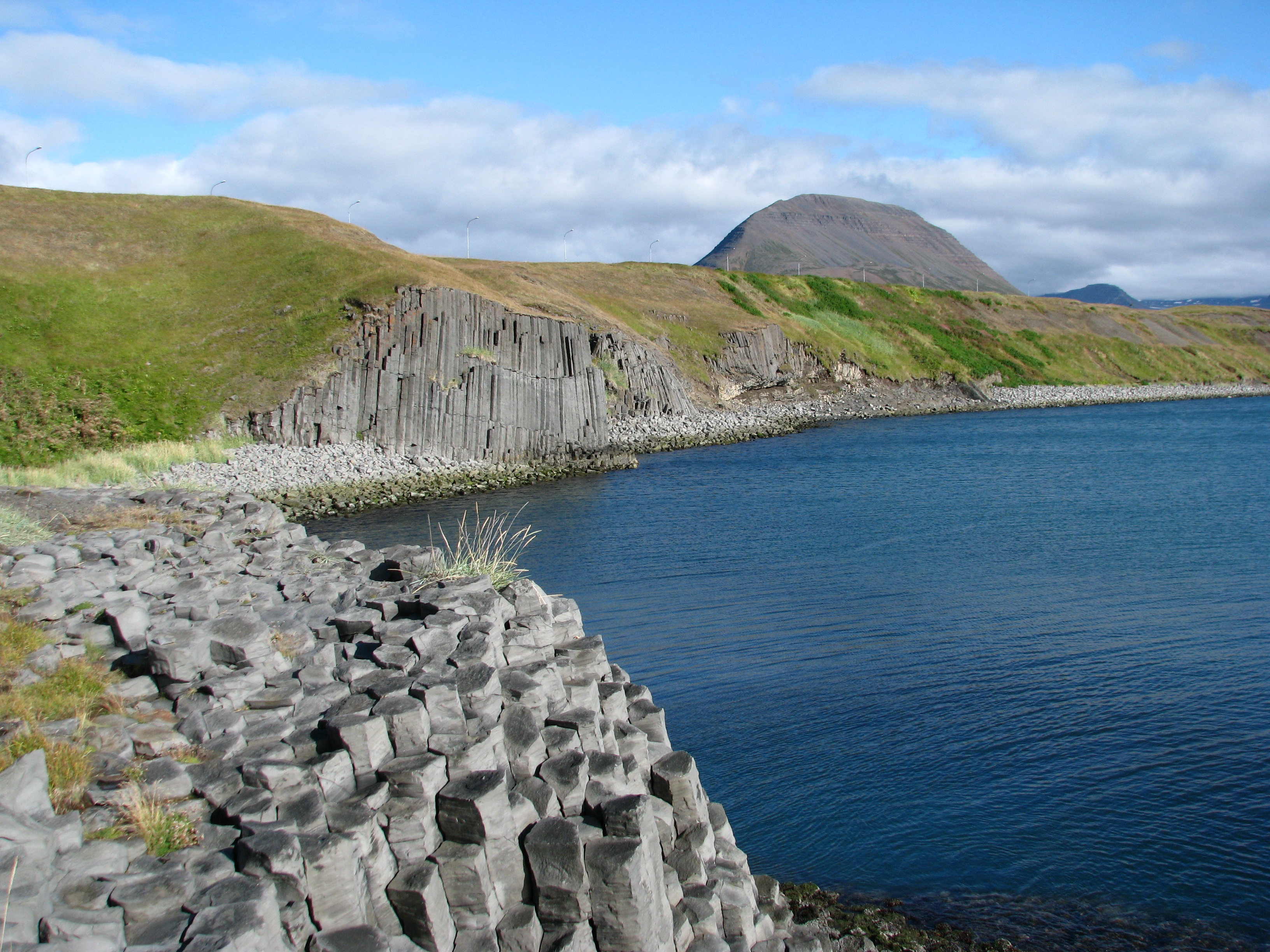
Basaltformationer vid stranden vid Hafsós
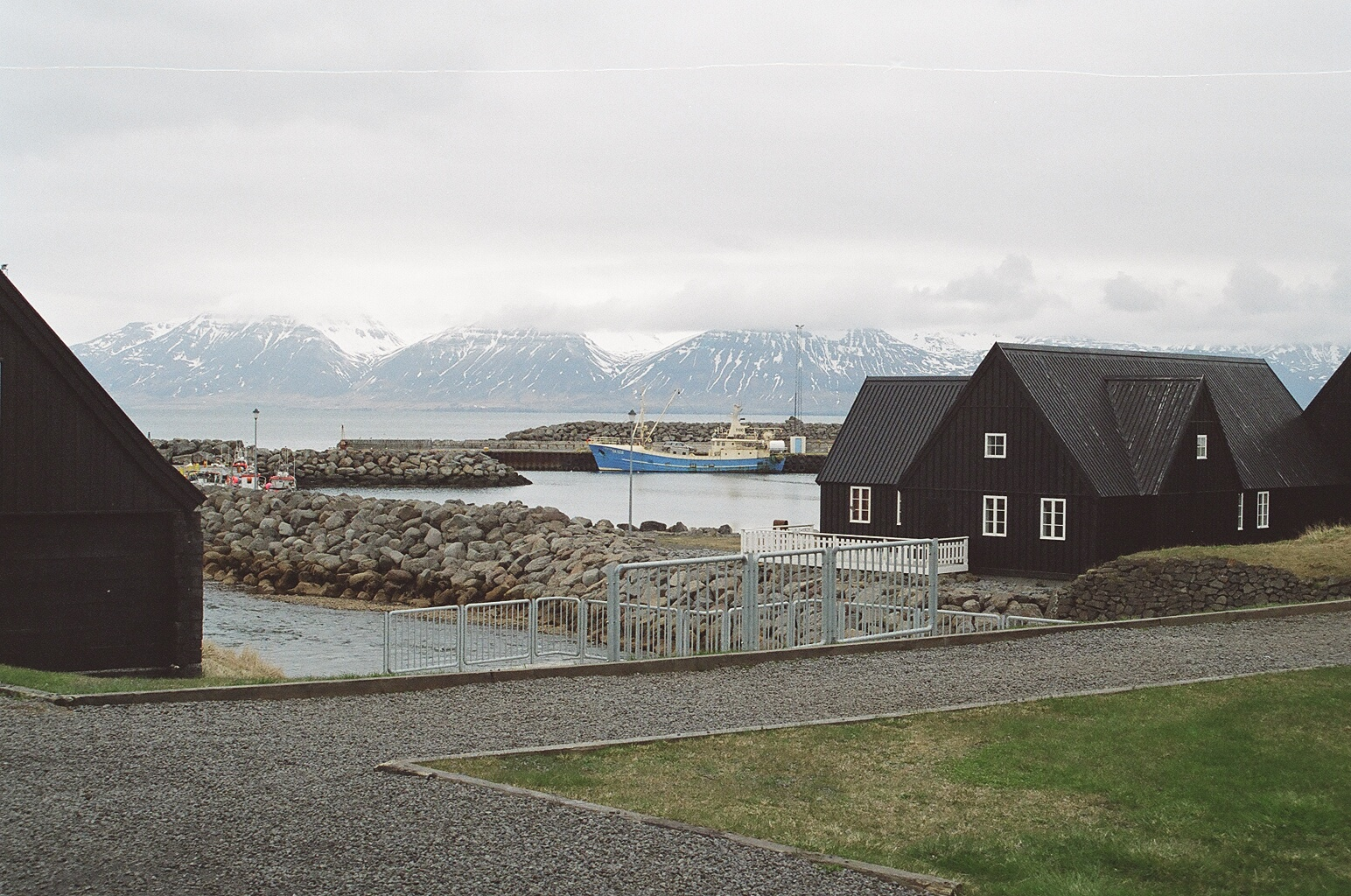
Hamnen och fjorden